# Pietje Bell
Pietje Bell – holenderska komedia familijna z 2002 roku w reżyserii Marii Peters. Film powstał na podstawie książki Chrisa van Abkoude. W roku 2003 powstała jego kontynuacja zatytułowana: Pietje Bell 2: Polowanie na koronę carów.

## Opis fabuły
Akcja filmu toczy się w Rotterdamie podczas 2 lub 3 dekady XX wieku. Dziewięcioletni Pietje Bell jest synem szewca, prowadzącego zakład usługowy. Jego starsza siostra Martha naucza w szkole podstawowej. Jest także jego nauczycielką. W sąsiedztwie zakładu szewskiego swój sklepik ma ojciec Jozefa. Jozef naucza w tej samej szkole, co Martha i ma wobec niej poważne zamiary. Jest fajtłapowaty, lecz zarazem wredny. Bardzo nienawidzi Pietjego. Uważa go za niepoprawnego łobuza i jest jego prześladowcą.
Pewnego razu Pietje strzela z procy i trafia w jajko trzymane w ręce przez klienta sklepu ojca Jozefa. Zawartość jajka ląduje na twarzy Jozefa. Jozef rozpoczyna pościg za Pietjem, do którego włącza napotkanego policjanta. Podczas ucieczki Pietje na oczach tłumów wpada do samochodu magnata prasowego, podczas parady na jego cześć. Później poznaje Piegusa, chłopca z nizin społecznych, mieszkającego wraz z rodziną w slamsach Rotterdamu. Postanawia mu pomóc, dzieląc się z nim jedzeniem oraz innymi rzeczami, których ma za dużo.
W mieście wychodzą dwie gazety; Paula Velingi oraz wspomnianego magnata prasowego, który za wszelką cenę pragnie przejąć gazetę Velingi. Podczas przygotowywania nowego wydania do druku Paul Velinga dowiaduje się, że na ostatniej stronie jest na pozór błaha informacja o incydencie w samochodzie magnata. Postanawia umieścić ten temat na pierwszej stronie gazety, co staje się początkiem problemów Pietjego. A ponieważ swoim żywiołowym usposobieniem niemal codziennie dostarcza materiału na okładkę, szybko staje się najbardziej rozpoznawalną postacią w Rotterdamie. Powaga tematów stopniowo wzrasta. Z biegiem czasu gazeta zaczyna mu przypisywać kradzież, wykolejenie tramwaju oraz pobicie. Za wszystkimi tymi rewelacjami stoi Jozef. Okazuje się również, że i Piegus ma swój udział w jednym z oskarżeń.

## Obsada
- Quinten Schram – Pietje Bell
- Frensch de Groot – Piegus
- Felix Strategier – ojciec Pietjego
- Angela Groothuizen – matka Pietjego
- Katja Herbers – Martha Bell, siostra Pietjego, nauczycielka
- Roef Ragas – Jan Lampe, ojciec Piegusa
- Rick Engelkes(inne języki) – Paul Velinga, dziennikarz
- Stijn Westenend – Jozef Geelman, nauczyciel
- Arjan Ederveen – sklepikarz, ojciec Jozefa Geelmana
- Marjan Luif – ciotka Cato
- Serge Price – Kees